# Philibert Joseph Bron
 (janvier 2021).
La mise en forme du texte ne suit pas les recommandations de Wikipédia : il faut le « wikifier ».
Les points d'amélioration suivants sont les cas les plus fréquents :
- Les titres sont pré-formatés par le logiciel. Ils ne sont ni en capitales, ni en gras.
- Le texte ne doit pas être écrit en capitales (les noms de famille non plus), ni en gras, ni en italique, ni en « petit »…
- Le gras n'est utilisé que pour surligner le titre de l'article dans l'introduction, une seule fois.
- L'italique est rarement utilisé : mots en langue étrangère, titres d'œuvres, noms de bateaux, etc.
- Les citations ne sont pas en italique mais en corps de texte normal. Elles sont entourées par des guillemets français : « et ».
- Les listes à puces sont à éviter, des paragraphes rédigés étant largement préférés. Les tableaux sont à réserver à la présentation de données structurées (résultats, etc.).
- Les appels de note de bas de page (petits chiffres en exposant, introduits par l'outil «  Source ») sont à placer entre la fin de phrase et le point final[comme ça].
- Les liens internes (vers d'autres articles de Wikipédia) sont à choisir avec parcimonie. Créez des liens vers des articles approfondissant le sujet. Les termes génériques sans rapport avec le sujet sont à éviter, ainsi que les répétitions de liens vers un même terme.
- Les liens externes sont à placer uniquement dans une section « Liens externes », à la fin de l'article. Ces liens sont à choisir avec parcimonie suivant les règles définies. Si un lien sert de source à l'article, son insertion dans le texte est à faire par les notes de bas de page.
- La présentation des références doit suivre les conventions bibliographiques. Il est recommandé d'utiliser les modèles {{Ouvrage}}, {{Chapitre}}, {{Article}}, {{Lien web}} et/ou {{Bibliographie}}. Le mode d'édition visuel peut mettre en forme automatiquement les références.
- Insérer une infobox (cadre d'informations à droite) n'est pas obligatoire pour parachever la mise en page.

Pour une aide détaillée, merci de consulter Aide:Wikification.
Si vous pensez que ces points ont été résolus, vous pouvez retirer ce bandeau et améliorer la mise en forme d'un autre article.
 (janvier 2021).
Pour les articles homonymes, voir Bron (homonymie).
Philibert Joseph Bron est un peintre, dessinateur et lithographe belge né à Mons le 10 novembre 1791 et mort à Schaerbeek le 9 septembre 1870 à l'âge de 78 ans. 

## Biographie et étude
Philibert Joseph est le fils de Pierre Joseph Bron, qui est né à Herchies et était un marchand de vin plutôt aisé, né en 1752 et mort le 11 novembre 1826.
Philibert Bron suit des cours à l'académie des Beaux-Arts de Mons dirigée par Germain Halles. À partir de 1813, il fait des dessins des portes de Mons, dont certains ont donné des lithographies, par lui même en 1817 et 1819, puis par un certain Gaspard L'Heureux en 1826 et par Étienne Wauquière en 1829-1830. Vers 1816, le pharmacien François Gossart l'associe aux premières tentatives d'impression de lithographie dans la ville de Mons. Ils collaborent jusqu'en 1819, date où Ferdinand Paridaens le cite comme étant un de ses meilleurs élèves. Dans le duo, Gossart est le technicien et Philibert le dessinateur.  Cette collaboration est sûrement l'une des plus anciennes de Belgique. La ville de Mons garde encore des essais lithographiques de 1816 ; ainsi que plusieurs autres lithographies de ceux-ci datant de 1817, 1818 et 1819 dont certaines sont coloriées.
En 1820, Philibert est appelé à prendre place au conseil d'administration de l'académie des beaux-arts. Après cela, lui et son compère ne se sont plus occupés de lithographie mais seulement de peinture.
Une toile de Bron nommée Tobie et l'Ange, a orné l'église Sainte-Élisabeth de Mons. Mais cette peinture a disparu. Une autre, nommée Brouille entre amants, fut exposée au salon triennal de Mons en 1843.
Il était aussi doué en musique[Interprétation personnelle ?][réf. nécessaire].

## Déménagement et famille
Il quitta ensuite Mons, mais aucune source ne cite quand et qu'a-t-il fait. Mais en 1848, un certain Mathieu énumérant les œuvres de Germain Hallez, nomme Philibert Joseph comme l'un des détenteurs d'un tableau. De plus, par son mariage avec Anne-Catherine Devleeschoudere, il aurait peut-être été amené à s'installer à Bruxelles. En 1866 il est domicilié à Schaerbeek dans la rue des Palais mais les notes de son décès font croire qu'il a ensuite emménagé rue Vandeweyer.
À la même période, il est noté comme  rentier par l'Almanach de Tarlier.
Avec sa femme, il eut un fils, nommé Jean-Marie Bron (1841 — +/- 1905), et une fille qui a été mariée à Adolphe Lacomblé, secrétaire communal de la ville de Bruxelles.

## Les mérites
Le principal mérite de Philibert Joseph Bron réside dans la part précoce qu'il a pris dans les débuts de la lithographie à Mons. Il a créé une tradition, que certains artistes locaux devaient suivre[réf. nécessaire].

## Sources
- Biographie nationale de Belgique, Académie royale des sciences, des lettres et des beaux-arts de Belgique, tome 37, 1971, pp. 101-103 (lire en ligne).